# Paulão Moreira
Paulo Roberto Moreira da Costa dit Paulão Moreira, né le 29 avril 1969 à Salvador, est un joueur brésilien de beach-volley.
Il est médaillé de bronze aux Championnats du monde de beach-volley en 1997 avec Paulo Emilio Silva.